# Podocarpus acuminatus
Podocarpus acuminatus är en barrträdart som beskrevs av De Laub. Podocarpus acuminatus ingår i släktet Podocarpus och familjen Podocarpaceae. Inga underarter finns listade i Catalogue of Life.
Arten förekommer i norra Brasilien i delstaten Amazonas och i angränsande regioner av Venezuela. Den växer i bergstrakter mellan 1900 och 2400 meter över havet. Podocarpus acuminatus ingår i tropiska regnskogar.
Efter bygget av en väg i området följer troligtvis andra byggprojekt. Populationens storlek är okänd. IUCN kategoriserar arten globalt som nära hotad.